# Les Cowboys Fringants
Les Cowboys Fringants é uma banda neo-trad (misturando música foclórica modernizada quebequense com pop rock) e country de Repentigny (região metropolitana de Montreal), Quebec, Canadá. Os Les Cowboys Fringants são uma das principais bandas francófonas do Canadá, possuíndo alguma fama internacional em outros países francófonos, tais como a França e a Suíça. O Les Cowboys Fringants são famosos pelas suas músicas de protesto.

## Integrantes
- Karl Tremblay (vocais)
- Jean-François "J-F" Pauzé (guitarra)
- Marie-Annick Lépine (violino, acordes, piano, etc)
- Dominique "Dom" Lebeau (bateria)
- Jérôme Dupras (baixo)

## Discografia
- 1997 : 12 Grandes chansons
- 1998 : Sur mon canapé
- 2000 : Motel Capri
- 2001 : Enfin réunis (com os álbuns 12 Grandes Chansons e Sur Mon Canapé)
- 2002 : Break Syndical
- 2002 : Heures supplémentaires (EP)
- 2003 : Attache ta Tuque (vivo)
- 2004 : La Grand-Messe
- 2007 : Les Cowboys Fringants au Grand Théâtre de Québec (vivo)
- 2007 : Les insuccès en spectacle (Disponível somente no site oficial do grupo)
- 2008 : L'Expédition
- 2009 : Sur Un Air de Déjà Vu (álbum com músicas não inclusas em L'Expedition)
- 2010 : En concert au Zénith de Paris (vivo)
- 2011 : Que du vent

## Links
- (em francês) Site oficial